# Rue Deshoulières
La rue Deshoulières est une voie de la commune de Nantes, dans le département français de la Loire-Atlantique.

## Situation et accès
Située dans le centre-ville de Nantes, la  rue Deshoulières, qui relie la rue de la Bastille à la place Newton, est bitumée et ouverte à la circulation automobile. Sur son tracé, elle rencontre successivement les rues Harouys et Descartes.

## Origine du nom
La voie est dénommée en hommage à la femme de lettres, Antoinette Des Houlières (vers 1634-1694).

## Historique
La rue commence à prendre sa physionomie actuelle vers 1847, mais n'est pavée et nivelée qu'en 1854.
La prison (œuvre de Joseph-Fleury Chenantais), qui borde la voie sur sa partie nord-est, fut ouverte en 1869 à l'angle nord-est. Elle a définitivement fermé ses portes le 2 juin 2012, et est désormais propriété de la SOVAFIM. Elle doit faire l'objet fin 2013 d'un appel d'offres auprès de promoteurs qui devront conserver quelques éléments architecturaux comme le porche d'entrée, la cour intérieure et le bâtiment administratif, afin que les 10 402 m2 de friches laissent la place à des logements neufs et à des commerces.
En 1906, afin de libérer de la place dans le lycée de la rue Harouys, un bâtiment voisin est loué pour accueillir l'école élémentaire. En octobre 1911, l'école primaire pour filles de la rue Deshoulières est créée (nos 24-30 actuels), ; elle deviendra une école maternelle par la suite.
Lors du bombardement du 23 septembre 1943, l'immeuble en face de l'école est touché par une bombe.
Après la Seconde Guerre mondiale, une partie des locaux de l'école accueillit le premier studio radiophonique installé à Nantes et géré par la RTF. La création en 1985 de Radio France Loire Océan, installée dans de nouveaux locaux, met fin à cette situation.

## Bâtiments remarquables et lieux de mémoire

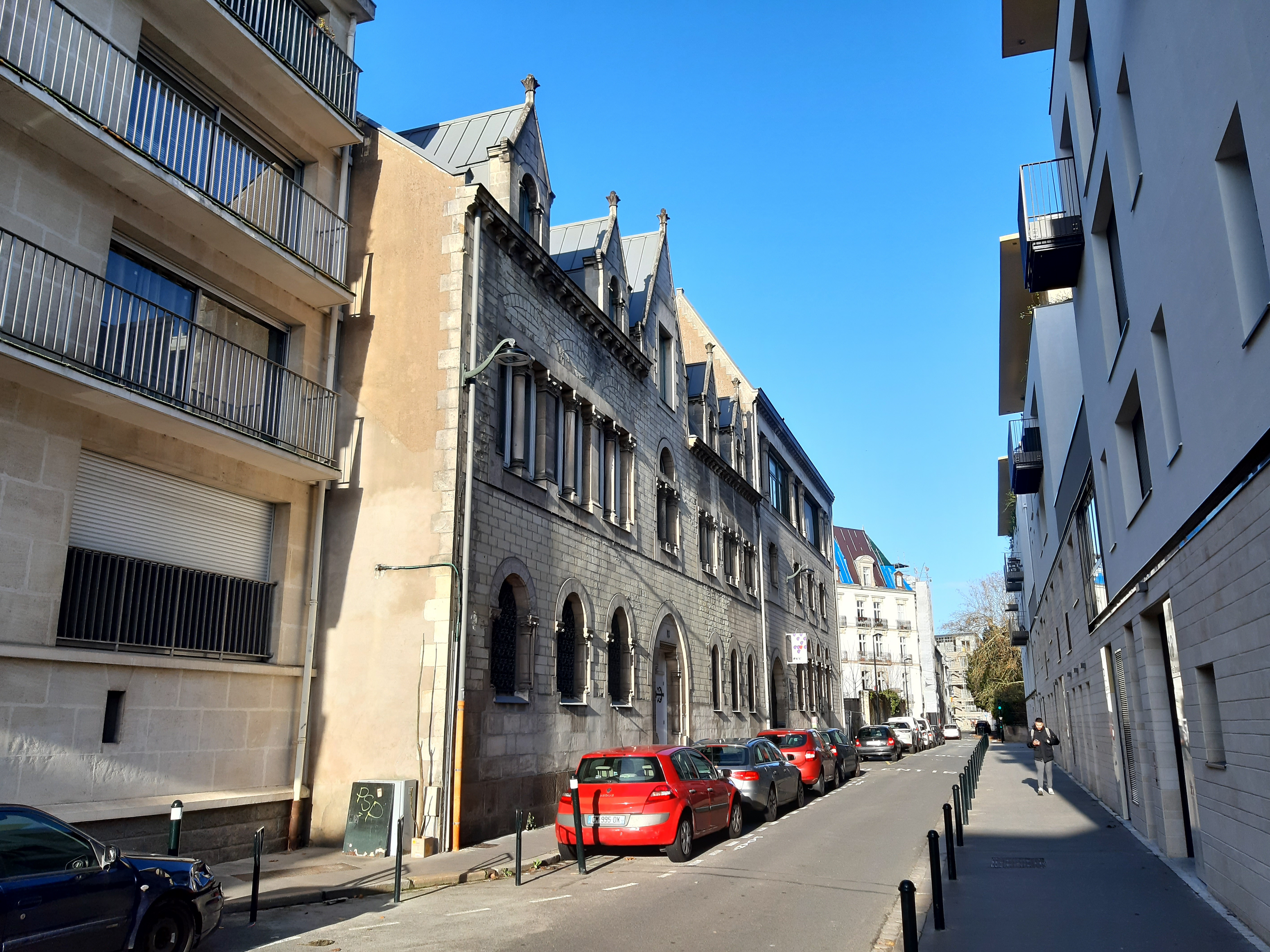
Vue générale, façade de l'école de communication visuelle au n°15